# Justin Johnson
Justin Johnson (Den Haag, 27 augustus 1996) is een Nederlandse voetballer van Ghanese komaf die bij voorkeur in de spits speelt.

## Loopbaan
Johnson begon zijn voetballoopbaan in de jeugd van Sparta Rotterdam. Hij verhuisde op jonge leeftijd naar Engeland, waardoor hij zijn opleiding bij Sparta niet meer kon voortzetten. Johnson kwam vervolgens in de jeugd van Manchester United terecht, maar werd hier later weer weggestuurd. Hij zette zijn jeugdopleiding voort bij respectievelijk The Manchester College en FC United of Manchester. Johnson verliet FC United in maart 2015 om zich aan te kunnen sluiten bij Dundee United FC, drie maanden later tekende hij hier een profcontract waarmee hij zich tot 2018 aan de club verbond.
Hij stroomde in mei 2015 door vanuit de jeugd van Dundee United naar de hoofdmacht, nadat hij in maart 2015 was overgekomen van FC United. Johnson tekende op 15 mei 2015 een driejarig contract bij Dundee United, twee dagen later debuteerde hij in het eerste elftal in een wedstrijd tegen Inverness Caledonian Thistle.

## Career statistics
| Club            | Seizoen         | Competitie           | Competitie | Competitie | Beker | Beker | Competitiebeker | Competitiebeker | Overigen | Overigen | Totaal | Totaal |
| Club            | Seizoen         | Divisie              | Wed.       | Dlp.       | Wed   | Dlp.  | Wed             | Dlp.            | Wed      | Dlp.     | Wed    | Dlp.   |
| --------------- | --------------- | -------------------- | ---------- | ---------- | ----- | ----- | --------------- | --------------- | -------- | -------- | ------ | ------ |
| Dundee United   | 2014–15         | Scottish Premiership | 1          | 0          | 0     | 0     | 0               | 0               | 0        | 0        | 1      | 0      |
| Carrière totaal | Carrière totaal | Carrière totaal      | 1          | 0          | 0     | 0     | 0               | 0               | 0        | 0        | 1      | 0      |

Laatst geüpdatet 19 mei